# Tour de Pise
La tour de Pise (en italien : torre di Pisa) est le campanile de la cathédrale Notre-Dame de l’Assomption de Pise, en Toscane (Italie). Elle est située à proximité du chevet de la cathédrale et fait partie des monuments de la piazza dei Miracoli (la « place des Miracles »), inscrite au patrimoine mondial de l'UNESCO. Sa construction débuta en 1173. Mondialement connue, elle est un des symboles de l’Italie et l’emblème de la ville de Pise. 
Outre le fait qu’elle soit considérée comme un chef-d’œuvre de l’art roman toscan en marbre, sa célébrité vient notamment de son inclinaison caractéristique. Cette inclinaison est apparue très rapidement pendant sa construction, du fait qu’elle a été édifiée sur une plaine alluviale. Ce défaut serait dû soit à un défaut de fondation, soit à un affaissement de terrain dû à une roche : la marne.
Fermé au public pour des raisons de sécurité le 7 janvier 1990, le monument a été visité par 31 millions de personnes au cours des soixante années précédentes. Devant le risque d’écroulement, d’importants travaux ont été engagés à partir de 1993, et finalement les visites ont pu reprendre depuis le 15 décembre 2001.

## Architecture

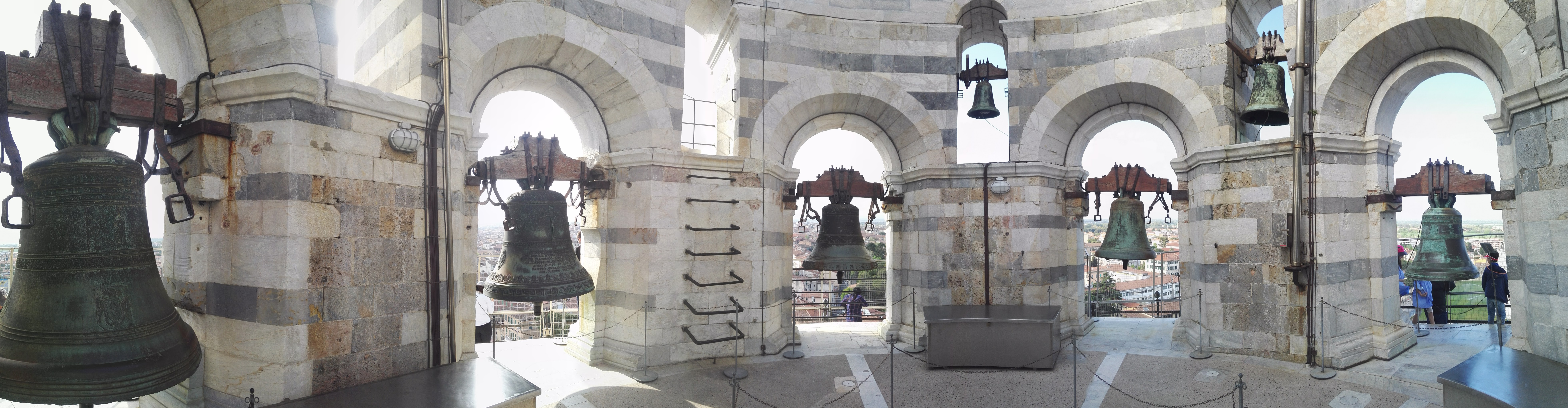
Vue panoramique des cloches au sommet de la tour de Pise.

Construite dans le style roman, la tour est haute de 55,86 mètres côté sud et de 58,36 m côté nord du fait de son inclinaison, et a un diamètre externe de 15 mètres à la base. Sa masse estimée est de 14 500 tonnes.
Cette tour creuse, de diamètre interne de 7,4 mètres (4,2 m au sommet), est composée de deux cylindres de pierre concentriques entre lesquels court un escalier en colimaçon de 293 marches. On a affiné les murs de la partie affaissée de la tour afin d’en freiner la chute. Entre chacun des 8 étages, des colonnes de marbre de Carrare servent de support, et de nombreuses sculptures sont visibles. La porte est décorée de sculptures d’animaux et autres grotesques de style roman.

## Histoire

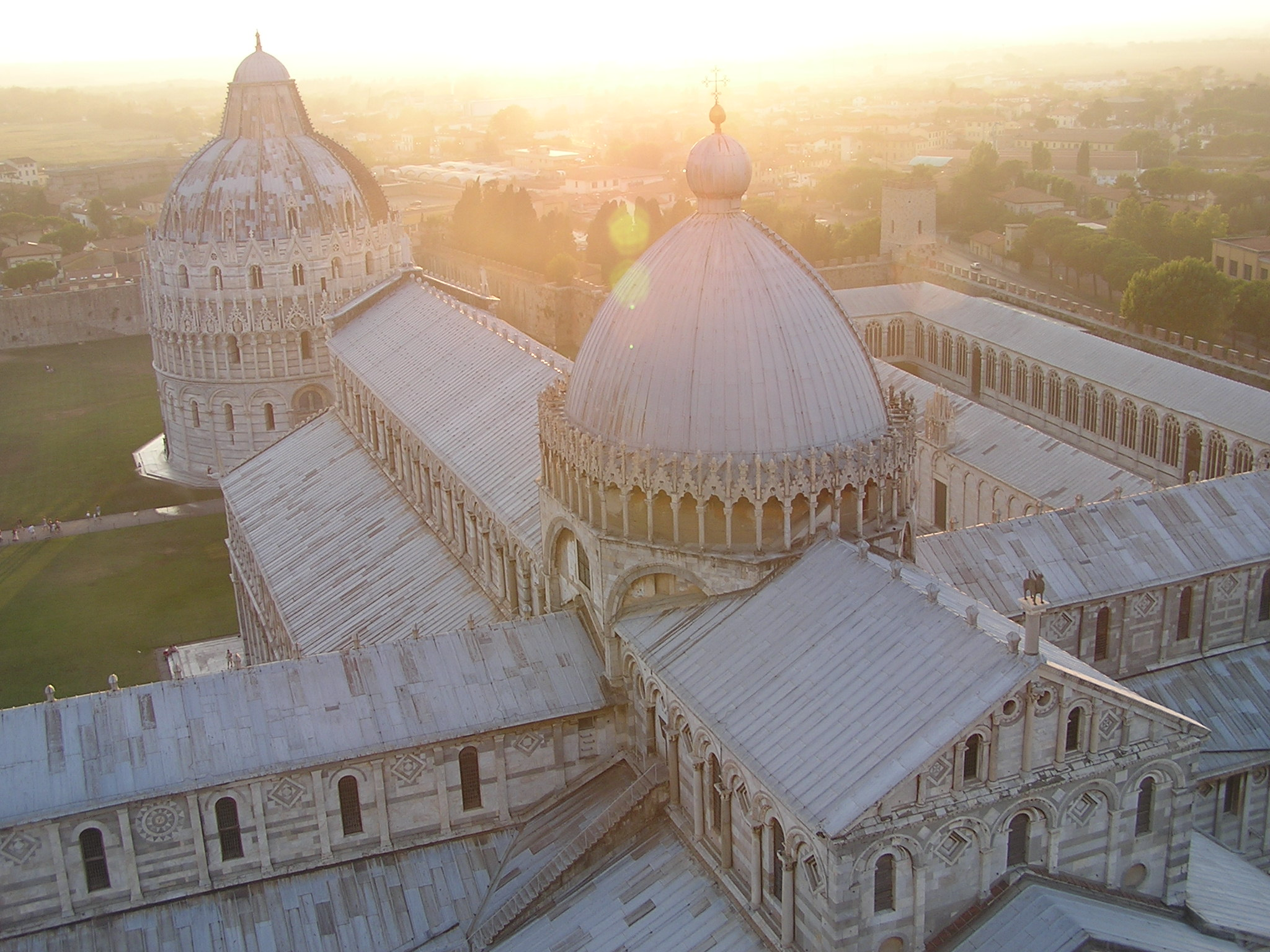
Vue depuis le haut de la tour : la cathédrale de Pise au premier plan, le baptistère, et le camposanto. Ces monuments (avec la tour) forment un ensemble architectural exceptionnel, la place des Miracles, classé au patrimoine mondial de l'UNESCO.

### Construction
La construction de l’édifice commence le 9 août 1173, une dizaine d’années après le début des travaux de la cathédrale, et s’étale sur deux siècles. Dès la fin de l’ajout du troisième étage vers 1178, la tour avait commencé à pencher, et la construction est interrompue pendant 90 ans.
À partir de 1272 les quatre étages supérieurs sont donc construits en diagonale pour compenser l’inclinaison. La construction s’interrompt alors à nouveau de 1301 à 1350 et ce n’est qu’en 1372 que le dernier étage des cloches, de diamètre moins important, est achevé.

### Affaissement
La tour s'est mise à pencher quelques années seulement après le début de sa construction. Implantée sur un sol particulièrement meuble, la plaine alluviale fluvio-marine de l'embouchure de l'Arno, la tour subit un affaissement en raison de tassements différentiels et penche d'autant plus qu'il n'y a pas de fondations. En la regardant de l'est ou de l'ouest, « on voit qu'elle penche moins en haut qu'en bas, car son aplomb a visiblement été progressivement corrigé au cours de son édification : ses constructeurs successifs ont sans doute rapidement compris que le sous-sol du site n'était pas stable. »
La tour a paradoxalement pu résister à quatre forts tremblements de terre car le sol argileux qui est à l'origine de son instabilité est aussi responsable de sa capacité à ne pas s'effondrer en cas de séisme (phénomène d'interaction dynamique entre le sol et la structure). « La hauteur et la rigidité de la tour combinées à l'instabilité du terrain modifient sensiblement les caractéristiques vibratoires de la structure. La tour ne résonne pas avec les mouvements du sol ».
En 1838, un bassin est décaissé à la base de la tour pour mettre au jour la base des colonnes qui s’étaient enfoncées sous terre.
Des mesures de l’écartement du sommet avec la verticale montrent l’inclinaison progressive :
- 1350 : 1,4 m soit 1,47°
- 1817 : 3,8 m soit 3,99°
- 1993 : 5,4 m soit 5,66°[7], ce qui fait que le dernier étage (no 8, celui des cloches) dépassait l’aplomb des fondations de 4,5 mètres.
- 2006 : 4,5 m soit 4,72°[8]
- 2008 : 3,99 m soit 4,19°
- 2024 : 5,115°[1]

Le 7 janvier 1990, la tour est fermée au public pour des raisons de sécurité. Le monument avait alors été visité par plusieurs millions de personnes au cours des soixante années précédentes. De grands travaux de consolidation (1990-2001) sont alors menés.

### Travaux

Schéma de la tour.

Après expertises, les travaux commencent par excavation des fondations, coulage de centaines de tonnes de béton pour la stabiliser, cerclage des anneaux, drainage du sol pour abaisser le niveau de la nappe phréatique au-dessus de laquelle elle est érigée.
En septembre 1995 un système cryogénique installé pour refroidir le sol fait pencher la tour encore plus.
En 1998 une armature interne en acier est posée, et l'année suivante 60 m3 d’argile sont extraits sous la tour pendant que les fondations sont renforcées par des piliers de 15 m de profondeur.
Les travaux, achevés en 2001, ont permis de surprenantes découvertes. La tour a été construite sur les restes d’une opulente villa patricienne du IIIe siècle, elle-même érigée sur une nécropole romaine surplombant un cimetière étrusque. Deux corps momifiés et des fragments de mosaïque romaine ont été trouvés.
D’un montant de 28 millions d’euros, les travaux ont permis de redresser la tour de 40 cm et de la stabiliser pour au moins une centaine d’années ; cependant, certains affirment qu’elle restera debout encore au moins 300 ans. Aujourd’hui elle est considérée comme stabilisée ; depuis l’été 2004 elle n’a connu que des oscillations physiologiques de faible amplitude, selon le collectif scientifique responsable de la consolidation de l’édifice.
Les visites ont pu reprendre depuis le 15 décembre 2001, mais certains scientifiques craignent que cela écourte la vie de cette construction, qui reste assez fragile. De prochains travaux[Quand ?] vont permettre d’alléger la tour en la débarrassant des aménagements obstruant les étages ; il redeviendra alors possible de voir le ciel de l’intérieur comme dans un gigantesque télescope, comme cela était possible avant 1935.
En août 2013, après quelques années de stabilité, la tour a commencé à se redresser sans qu’un travail supplémentaire ait été effectué. En novembre 2018, selon l'université de Pise, la tour s'est redressée de 4 centimètres.

## Légendes
La légende dit que Galilée laissa tomber, simultanément du haut de cette tour, des corps sphériques de masses différentes, afin de montrer « devant l’université réunie » que dans une chute ces corps arrivent simultanément, et non pas avec un retard entre eux proportionnel à leur masse, comme le supposait Aristote. Cette légende, encore vive chez les historiens des sciences au début du XXe siècle, fut battue en brèche par les historiens Emil Wohlwill, dans une publication posthume de 1926, et surtout Alexandre Koyré à partir des années 1930. L’expérience a cependant bien été faite du vivant de Galilée, notamment en 1641 par Vincenzo Reinieri, professeur de mathématiques à l’université de Pise, et toutes ces expériences ont conclu que les corps n’arrivent pas simultanément : informé de cela, Galilée s’est contenté de renvoyer son correspondant à son Dialogue, dans lequel il est bien précisé que l’arrivée n’est simultanée que dans le vide, notion abstraite, voire considérée comme impossible à l’époque.
Une superstition pisane dit également que le fait de monter dans la tour porterait malheur aux étudiants : ils risqueraient de rater leurs études,.

## Attentat manqué
À la mi-août 2016, un attentat terroriste visant la tour est déjoué et le terroriste voulant « passer à l'acte » est expulsé d'Italie.

### Documentaires
- Tour de Pise, l'inébranlable édifice (2022), réalisé par Benoît Poisson, production INA